# Ruská Poruba
Ruská Poruba – wieś (obec) na Słowacji położona w kraju preszowskim, w powiecie Humenné. Pierwsze wzmianki o miejscowości pochodzą z roku 1454. 
Według danych z dnia 31 grudnia 2012, wieś zamieszkiwało 247 osób, w tym 129 kobiet i 118 mężczyzn.
W 2001 roku rozkład populacji względem narodowości i przynależności etnicznej wyglądał następująco:
- Słowacy – 28,77%
- Czesi – 0,7%
- Rusini – 62,46%
- Ukraińcy – 4,21%

Ze względu na wyznawaną religię struktura mieszkańców kształtowała się w 2001 roku następująco:
- Katolicy rzymscy – 5,61%
- Grekokatolicy – 89,82%
- Prawosławni – 0,7%
- Ateiści – 0,35%
- Nie podano – 3,51%